# 1908年ロンドンオリンピックのカナダ選手団
1908年ロンドンオリンピックのカナダ選手団（1908ねんロンドンオリンピックのカナダせんしゅだん）は、1908年4月27日から10月31日にかけてイギリスの首都ロンドンで開催された1908年ロンドンオリンピックのカナダ選手団、およびその競技結果。

## 概要
今大会は金メダル3個、銀メダル3個、銅メダル10個の合計16個のメダルを獲得した。

## メダル
| メダル | 選手名                                                                                            | 競技   | 種目             |
| ------ | ------------------------------------------------------------------------------------------------- | ------ | ---------------- |
| 金     | ボビー・カー                                                                                      | 陸上   | 男子200m         |
| 銀     | ガーフィールド・マクドナルド                                                                      | 陸上   | 男子三段跳       |
| 銅     | ボビー・カー                                                                                      | 陸上   | 男子100m         |
| 銅     | カルビン・ブリッカー                                                                              | 陸上   | 男子走幅跳       |
| 銅     | エドワード・アーチボルド                                                                          | 陸上   | 男子棒高跳       |
| 銅     | コン・ウォルシュ                                                                                  | 陸上   | 男子ハンマー投げ |
| 銅     | ウィリアム・アンダーソン ウォルター・アンドルーズ フレデリック・マッカーシー ウィリアム・モートン | 自転車 | 男子団体追い抜き |